# Vulcanul Amak
Vulcanul Amak este un stratovulcan din andezite bazaltice aflat în Insulele Aleutine din statul Alaska, SUA, aflat la 995 km de  Anchorage. El se află pe insula eponimă, la 50 km de Vulcanul Frosty și aproape de marginea flancului vestic al Peninsulei Alaska. Pe insulă au acces doar ambarcațiuni de mici dimensiuni și numai cu permis special. 
Fluxuri de lavă în blocuri (punctate de blocuri plate de minerale și cristale) curg de pe vârf pe versanți. Au avut loc trei erupții istorice consemnate – două în secolul al XVIII-lea, prima în 1700–1710, și a doua în 1796. Cea mai veche erupție preistorică este considerată a fi avut loc între anii 3050 și 2050 î.e.n.

## Accesibilitate
Cold Bay, orașul cel mai apropiat de Amak, este accesibil cu ușurință cu avionul. La Amak se poate ajunge însă doar cu barca; aeronavelor nu li se permite aterizarea pe insulă. La Cold Bay pot fi aranjate drumuri cu barca pe Amak, dar pentru acces în Insulele Aleutine, este necesar un permis din partea United States Fish and Wildlife Service.

## Geografia și geologia
Insula Amak se află în Marea Bering, la nord de arhipelagul principal al Aleutinelor. Este una dintre cele două insule (alături de Insula Bogoslof) aflată la 50 km nord de lanțul principal de insule.
Statele Unite au cei mai activi vulcani din lume, mulți dintre ei fiind tineri din punct de vedere geologic. În Alaska, cel puțin 50 de vulcani, inclusiv cei din arhipelagul Aleutinelor, au erupt în perioadele istoriei umane consemnate.
Statul în ansamblul său are circa 80% din vulcanii întregii țări, excluzând munții marini din zonă, circa 8% din toți vulcanii din lume, majoritatea fiind amplasați în zona Insulelor Aleutine. Arcul Aleutinelor reprezintă limita nordică a Cercului de Foc al Pacificului, unde activitatea tectonică generează masiv cutremure și erupții vulcanice.
Vulcanul are compoziție bazalto-andezitică. Este un stratovulcan modest, ridicându-se la doar 513 m deasupra nivelului mării. Craterul vulcanic este distinct, și a erupt în perioade istorice cunoscute doar cu fluxuri de lavă cu blocuri. Vulcanologii Charles Wood și Jürgen Kienle afirmă că o activitate anterioară, datată acum 4000–5000 de ani, consta în principal din lave formate din andezite fine și groase. Vulcanul Amak este unic prin aceea că lava sa andezitică, deși formată în principal din aceleași materiale ca și în cazul celorlalți vulcani din Aleutine, conține o abundență de potasă. Ea ar putea conține și mai multe depozite de carbonat de sodiu și de elemente pământoase rare decât media din Aleutine. Prin comparație cu Bogoslof, cealaltă insulă a Aleutinelor aflată la nord de arcul principal, lava din Amak este mai alcalină și mai silicioasă.
Glaciațiunea a avut loc în jurul vulcanului acum circa 6700 de ani, și a dus la formarea de văi în formă de U. În marginea sud-vestică a insulei, se găsește un crater, probabil un maar, în mijlocul unei câmpii aluviale.

### Istoria erupțiilor
Vulcanul Amak a erupt de trei ori în vremurile istoriei noastre: pe la 2550 î.e.n., între 1700–1710, și în 1796; primul dintre aceste evenimente a fost identificat prin tefrocronologie. Fiecare erupție s-a caracterizat prin curgeri de lavă, și cele mai noi două erupții vulcanii au avut și erupție de crater.

### Lucrări
- Wood, Charles A.; Kienle, Jürgen, ed. (1990). Volcanoes of North America: United States and Canada. New York: Cambridge University Press, 354 p. ISBN 0-521-43811-X.